# Гонсалес, Лусиано (футболист, 2006)
Э́дисон Лусиа́но Гонса́лес Рибе́йро (исп. Edison Luciano González Ribeiro; родился 1 января 2006, Сьюдад-де-ла-Коста) — уругвайский футболист, нападающий клуба «Пеньяроль».

## Клубная карьера
Воспитанник футбольной академии клуба «Пеньяроль». 20 апреля 2024 года дебютировал в основном составе уругвайской команды в матче Примеры Уругвая против «Бостон Ривер».

## Карьера в сборной
С 2022 по 2023 год выступал за сборную Уругвая до 17 лет. Весной 2023 года сыграл на чемпионате Южной Америки (до 17 лет), провёл на турнире четыре матча, забив один гол в игре против сборной Эквадора.